# شنشيلات
الشنشيلات (الاسم العلمي: Chinchillidae) هي فصيلة من القوارض تتبع رتبة القوارض من طائفة الثدييات.

## التصنيف
- الشنشيلاوات
  - الشنشيلة
  - فسكاش الجبال
- الفسكاشاوات
  - الفسكاش